# Santuario de Santa Casilda
El Santuario de Santa Casilda es una iglesia católica situada en la comarca de la Bureba, en el término municipal de Salinillas (Burgos, España). Se levanta sobre la gruta donde la santa titular pasó en soledad los últimos años de su vida, y donde se conserva el sepulcro con sus restos.

## Localización
Partiendo de Briviesca y tomando la carretera local BU-V-5107 llegamos a Revillalcón, de iglesia románica, una vez atravesado a la izquierda comienza la BU-V-5120 y de pronto, sobre un peñasco se levanta el santuario. Abajo hay unos manantiales que el pueblo llama pozos, y cuyas aguas se dice que otorgan fecundidad a las mujeres. Estas aguas, según tradición, son las que devolvieron la salud a Casilda -que sufría de un grave flujo de sangre- y provocaron su conversión y bautismo.

## Edificio
El templo, de origen medieval y de reducidas dimensiones, está situado junto a una hospedería. La portada de la iglesia fue diseñada por Nicolás de Vergara. Dentro de él se encuentra un altar con la imagen de la santa titular, esculpida por Diego de Siloé. También hay un camarín barroco, unos relieves góticos, y exvotos .

## Casilda, la santa de las rosas
Hija del sultán de Toledo y nacida medio siglo antes de la conquista por Alfonso VI, vivía la princesa ocultamente su cristianismo y se derramaba como un perfume de caridad entre los cautivos cristianos.

« Vino a Castilla, en precario con su salud, y se estableció a unos kilómetros de aquí, en un paraje de brío castellano, limpio y alto. Hay una carretera hasta el Santuario que la piedad ha levantado y la devoción a la santa mantiene. Porque Casilda vive aún en el corazón de las gentes Burebanas . La rezan todas las madres y las novias. Es la santa de las flores y de los versos ...»

La leyenda más célebre afirma que su padre se la encontró mientras llevaba alimentos a los cautivos, y le preguntó desconfiado qué llevaba envuelto en su manto. Casilda le dijo que eran flores que había recogido en el campo, y cuando su padre lo abrió para comprobarlo, efectivamente lo que había allí eran flores. Por eso, en la iconografía a Casilda se le representa siempre con rosas recogidas en su manto. La misma leyenda, por cierto, se cuenta de la reina santa Isabel de Portugal.
Más tarde vendría la enfermedad de la joven y su retiro a este rincón de la Bureba, donde tras curarse milagrosamente se bautizó y se retiró a una gruta para llevar una vida de ermitaña. Allí murió con fama de santidad, en el mismo lugar donde se encuentra el santuario.

## La Tabera
Se trata de una rogativa que data de 1794, se celebra el martes anterior a la festividad de la Ascensión del Señor y consiste en una romería al Santuario cuyo inicio tiene lugar en la iglesia de San Martín de la ciudad de Briviesca participando autoridades y numerosos devotos. Por la tarde y noche, e incluso desde a víspera, se juega al popular juego de la taba, que mueve enormes cantidades de dinero, y en que participan habitantes de toda la zona, de toda la provincia y de otras provincias cercanas, ya que su área de influencia se extiende de año en año.

« Todo Briviesca se convierte por un día en un casino donde niños, mujeres y varones prueban suerte, a diferentes horas del día, para conseguir que la taba, humilde hueso de cordero les depare algo de suerte, aunque más bien es la mesa, vigilada por el barato, la que gana ...»